# Iso Valkeajärvi (sjö i Juupajoki, Birkaland)
Iso Valkeajärvi är en sjö i kommunen Juupajoki i landskapet Birkaland i Finland. Arean är 39 hektar och strandlinjen är 4,63 kilometer lång. Sjön  ingår i Kumo älvs huvudavrinningsområde.   Den ligger omkring 54 kilometer nordöst om Tammerfors och omkring 180 kilometer norr om Helsingfors. 
I sjön finns ön Valkeasaari. 